# ローザ・パークス
“リー”ローザ・ルイーズ・マコーリー・パークス（Rosa "Lee" Louise McCauley Parks, 1913年2月4日 - 2005年10月24日）は、アメリカ合衆国の公民権運動活動家。
1955年にアラバマ州モンゴメリーで公営バスの運転手の命令に背いて白人に席を譲るのを拒み、ジム・クロウ法違反の容疑で逮捕されて著名となる。これを契機にモンゴメリー・バス・ボイコット事件が勃発。アフリカ系アメリカ人（黒人）による公民権運動の嚆矢となったことで、ローザは米国史における文化的アイコンと見なされ、米国連邦議会から「公民権運動の母」と呼ばれた。
人権擁護運動の共有財産（共有遺産）として、その行動は国際的に高く評価されている。

## プロフィール

### 生い立ち
ローザ・ルイーズ・マコーリーは、アラバマ州タスキーギで、アフリカ系アメリカ人で大工の父ジェイムズ・マコーリーと、教師の母レオーナの間に生まれた。両親はほどなくして離婚。農業を営む母と母方の祖父母のもとで弟シルベスターとともに育ち、終生所属することになるアフリカン・メソジスト・エピスコパル教会員になる。
母レオーナは11歳になるまでローザに教育を施したが、1924年に州都モンゴメリーの女子職業学校に入学させた。同学校が1年後に閉鎖されたため、他の中学やアラバマ州立黒人師範大学（現：アラバマ州立大学）附属の実験学校で教育を受け、16歳で縫製工場に就職する。
1932年、黒人理容師のレイモンド・パークス（1903年 - 1977年）と結婚。結婚後、夫の奨めで高校生課程を修了している。レイモンドは全米黒人地位向上協会（NAACP）のメンバーであり、ローザも第二次世界大戦後にNAACPモンゴメリー支部書記を務めた。同職は専業ではなく、収入を得るため何度も転職して様々な職業に就いている。1955年にはモンゴメリー・フェア百貨店で裁縫の仕事をしていた。

### 逮捕

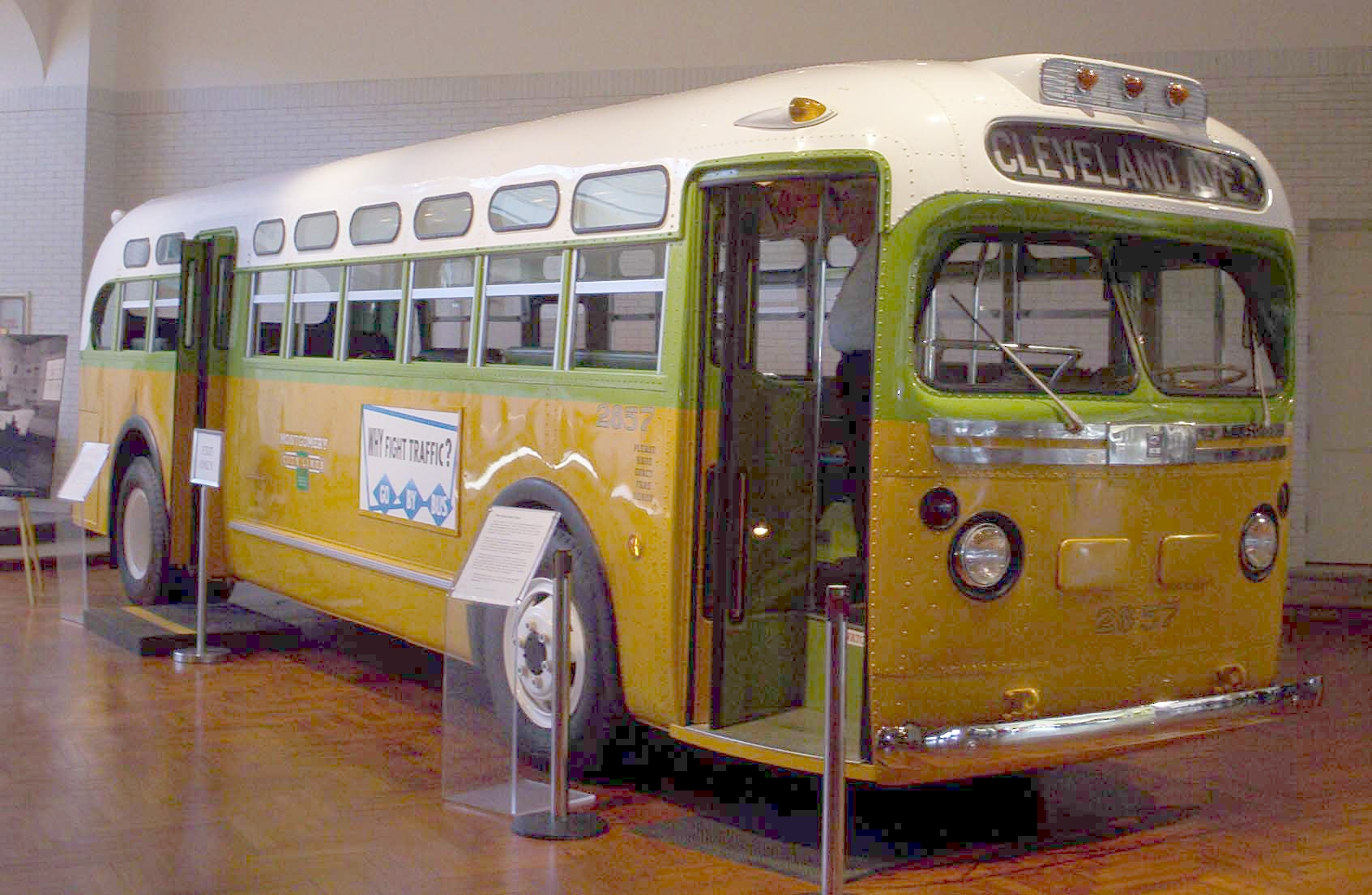
逮捕時に乗っていたバス。ヘンリー・フォード・ミュージアムに展示されている。

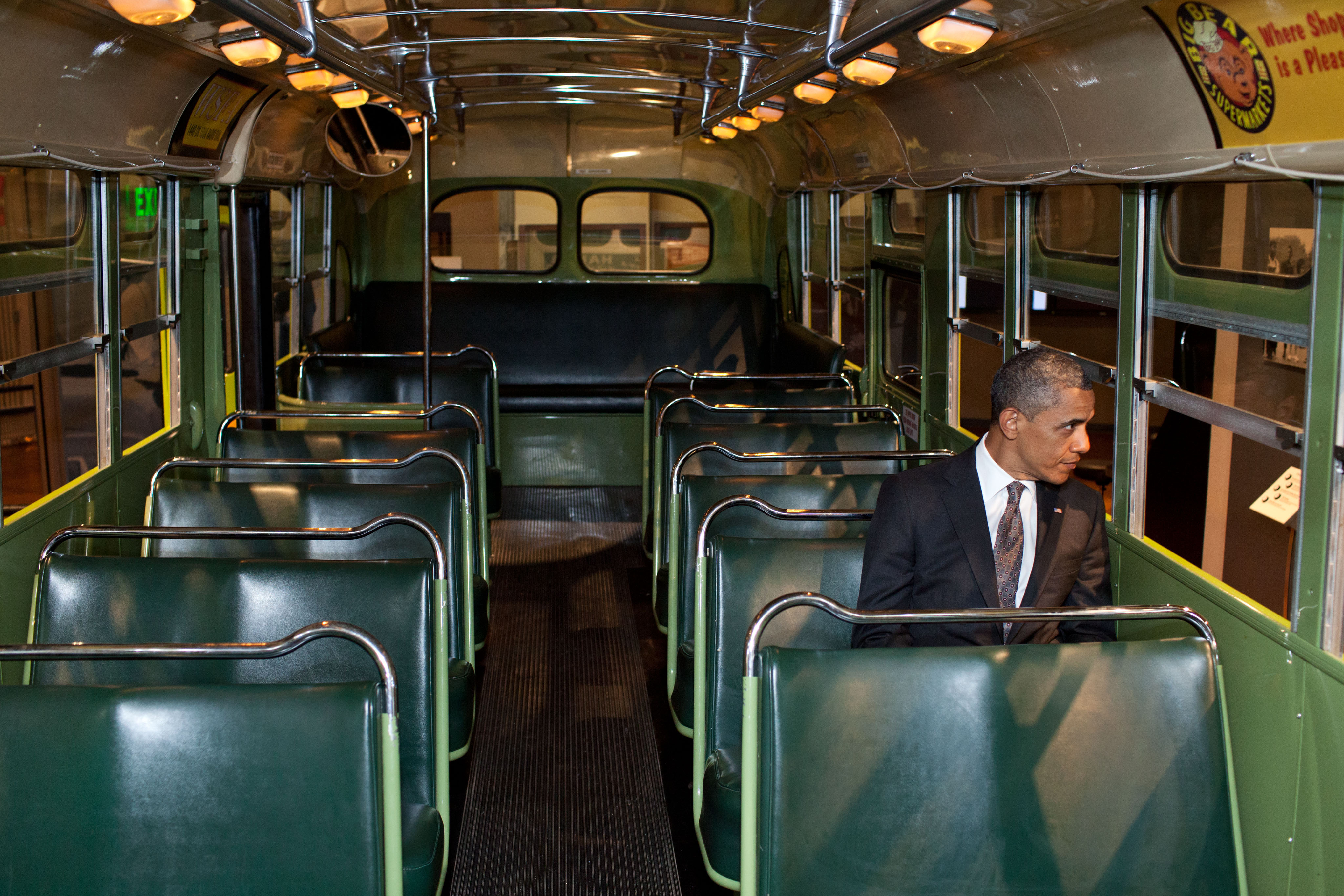
逮捕時に乗っていたバスに乗るオバマ大統領（2012年4月18日）。ローザが座っていた席は同列の反対側だった。

当時、アラバマ州はじめアメリカ南部諸州にはジム・クロウ法（Jim Crow laws）と呼ばれる人種分離法が施行され、あらゆる場所で黒人と白人は隔離されていた。公共交通機関のバスでも人種隔離が実施され、黒人席と白人席は制度上明確に分けられていた。1955年12月1日18時ごろ、当時42歳のローザは、百貨店での仕事を終えて帰宅するため市営バスに乗車した。白人専用の席はバスの前方にあり、その次の列から後方が黒人の席だったが、運転手は境界を後方に移動することができた。法にはなかったが、白人の座席が足りないときは境界を移動して、黒人を立たせるのが習慣だった。ローザは黒人席の最前列に座っていたが、次第に乗車して来る白人が増え、立って乗車せざるを得ない白人も出てきた。このため、運転手ジェームズ・F・ブレークは境界を一列ずらし、座っていた黒人4名に立つよう命じる。3名は席を空けたが、ローザは立たなかった。ブレイクがローザのところにやって来て「なぜ立たないのか」と詰問し席を譲るよう求めたが、ローザは「立つ必要は感じません」と答えて起立を拒否した。
1987年に放送されたテレビ番組で、ローザは「着席したままだった私に気付いたブレイクがなぜ立たないかと訊ね、（私は）『立ちません』と答えました。するとブレイクは『よろしい。立たないんなら警察を呼んで逮捕させるぞ』と言ったので、私は『どうぞ、そうなさい』と答えたんです」と述懐している。
1992年に出版された『My Story（『ローザ・パークス自伝』：日本語訳著書参照）』においても、ローザは「疲れていたから立たなかったのでは」との指摘を「普段と比べて疲れていなかった」と否定し、「年寄りだったから立たなかった」「若者に対する差別だったのでは」との批判に対しても「まだ42歳で若かった」と反論。「屈服させられることに我慢できなかった」（*）から席を立たなかったのであり、単なるエゴではなく人間としての誇りを侵害されたため席を立たなかったのだと述懐している。
| 「 | The only tired I was, was tired of giving in. 直訳：唯一の疲れは、屈服することに疲れていたことだった。 | 」 |

乗り合わせた乗客の証言によれば、ローザは終始、静かで威厳に満ちた毅然たる態度を貫いたとされる。
ブレイクは警察に通報し、ローザは市条例違反で逮捕された。ローザは「どうして私が連行されるのか」と質問したが、警官は「知るもんか。でも法は法だからな。お前は逮捕されたんだ」と返答した。警察署での逮捕手続きが終わると一旦は市の拘置所に入れられたが、即日保釈され、やがてモンゴメリー市役所内の州簡易裁判所で罰金刑を宣告される。

### 公民権運動
ローザ逮捕の知らせが伝わると、モンゴメリーのデクスター街バプテスト教会で牧師に着任したばかりで当時26歳だったマーティン・ルーサー・キング・ジュニアやラルフ・アバーナシー牧師らが抗議運動に立ち上がり、モンゴメリーのすべての黒人にバス・ボイコット運動を呼びかけた。以前にも黒人が同様に逮捕されていたが素行の悪い者が多く、運動としては盛り上がらなかった。ローザの場合はまともな職業婦人であり、NAACP書記でもあったため関係者が迅速に動いたとされる。
当時貧しい黒人にとってバスは必須の交通機関であった。利用者の75%以上を占めていた黒人たちがバスを利用せず、黒人の車に同乗したりどこへ行くにも歩いたりしたため、バス路線を運営するモンゴメリー市は経済的に大きな打撃を被った。ローザ側は市条例違反の判決に対し、バス車内の人種分離の条例は違憲であるとして控訴。1956年11月、連邦最高裁判所は違憲判決を出し、公共交通機関における人種差別は禁止された。ボイコット運動は381日間続き、最高裁の違憲判決の翌日に収束した。
キング牧師はこの運動の勝利を契機として全米各地での公民権運動を指導し、非暴力直接行動と市民的不服従を掲げて1963年8月28日にワシントン大行進で25万人を集めた抗議集会を開催する。アメリカの黒人運動は最高潮に達し、1964年公民権法成立につながった。
この一連の運動に対応して、当時のジョン・F・ケネディ政権は次々と南部諸州における差別制度を禁止する立法を行った。またケネディ政権を継承したリンドン・ジョンソン政権は「偉大な社会」の実現を唱え、積極的に黒人の社会的・経済的地位を向上させるためのアファーマティブ・アクション立法にまで進んでいる。

### 歴史的評価

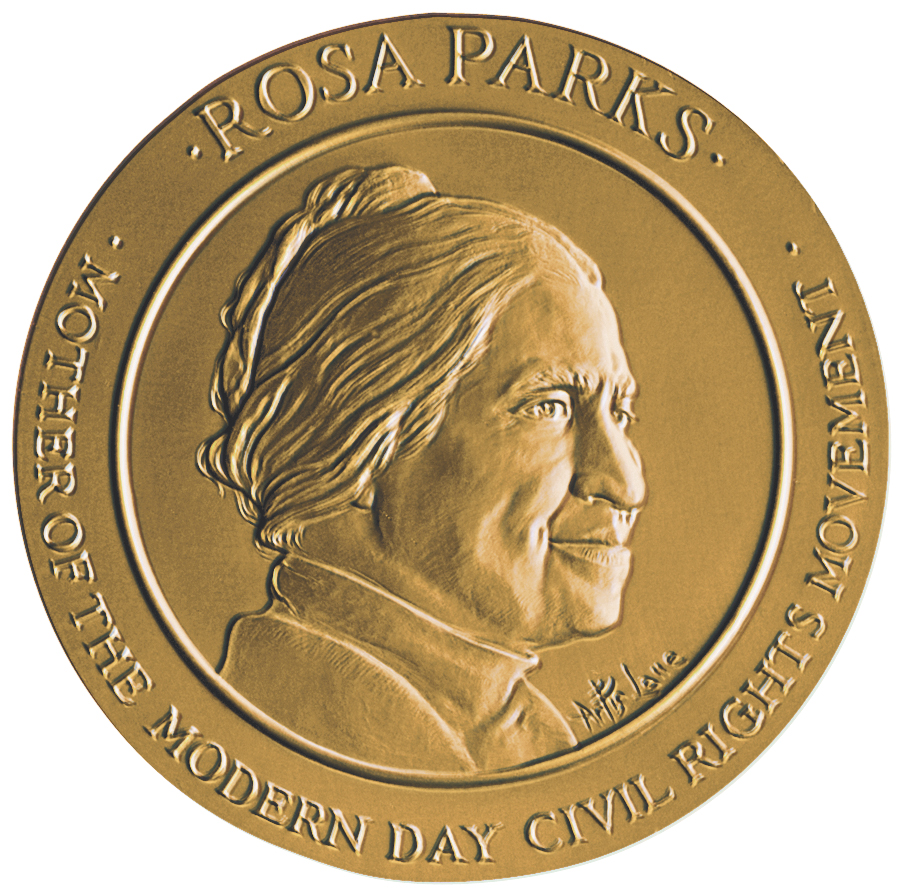
ローザに授与されたメダル。“現代公民権運動の母”と記されている

ローザもキング牧師の公民権運動に参加し著名な活動家となるが、地元には居辛くなり、1957年にデトロイト市に引っ越した。ローザはその後もさまざまな職業を転々としているが、やがて自分がアメリカ史上の人物として学校の教科書でも教えられていることに気付く。
著名人として職業的な地位も向上し、1965年から1988年にかけてミシガン州選出民主党下院議員ジョン・コンヤーズ（John Conyers）のスタッフを務めた。なおこの間、1977年に夫レイモンドがデトロイトで亡くなっている。
1987年にはローザ・レイモンド・パークス自己開発教育センターを創設して青少年の人権教育に尽力した。1999年、アメリカ連邦議会が議会名誉黄金勲章を贈った。これは最も偉大なアメリカ市民に贈られるメダルである。またアラバマ州モンゴメリーにはローザ博物館も設立された。

### 死去
2005年10月24日、デトロイトの自宅にて老衰で死去した。92歳没。

### 追悼

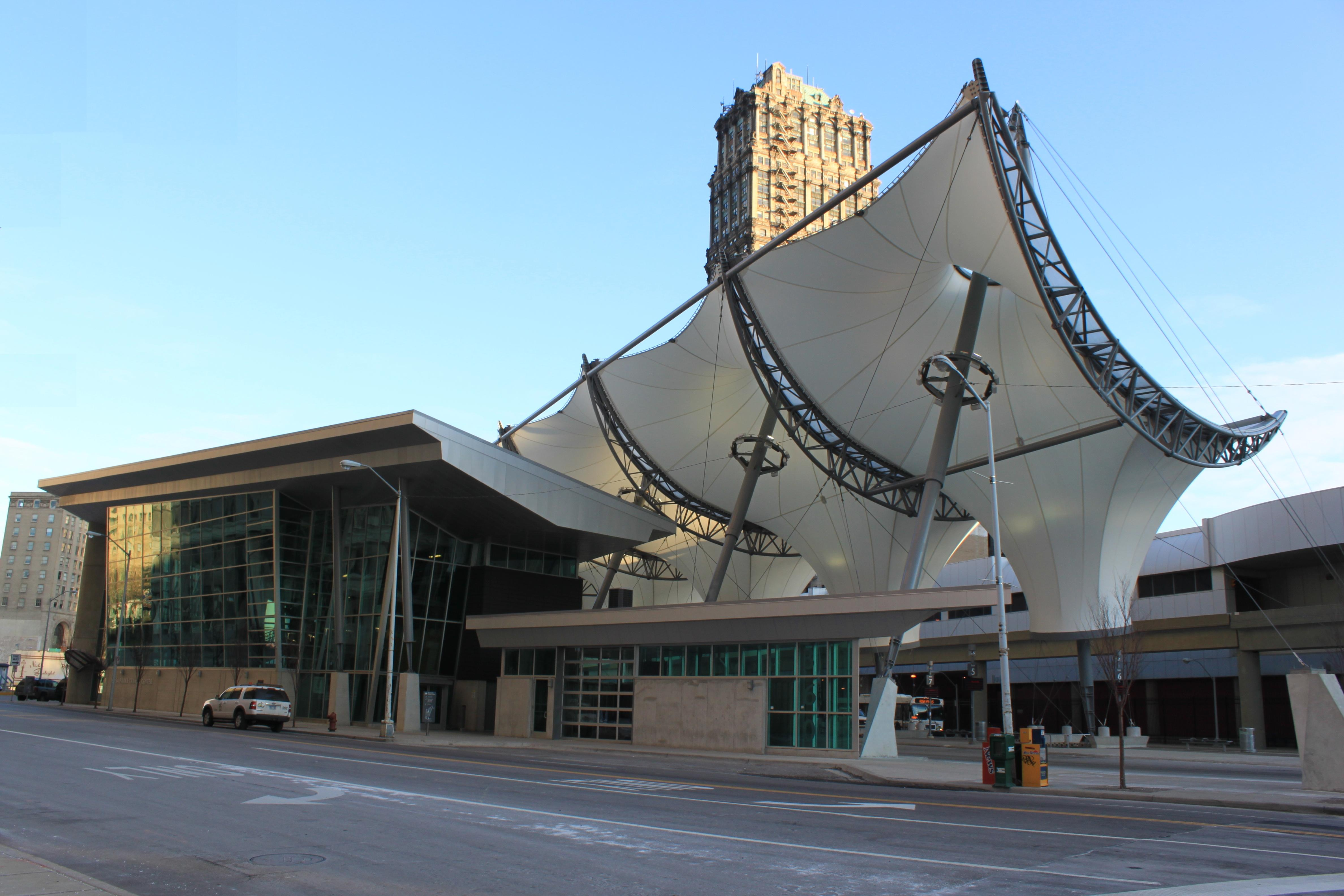
デトロイトにあるローザ・パークス記念館

死後、ローザの地元・デトロイトでは、哀悼の意を表現しローザを追悼するミュージシャンらのコンサートが相次いだ。
U2はローザの死の翌日、ザ・パレス・オブ・オーバーンヒルズ公演で追悼。1984年のヒット曲「プライド」（「Pride (In The Name Of Love)」。アルバム『焰』収録）と「約束の地」（「Where the Streets Have No Name」。アルバム『ヨシュア・トゥリー』収録）をローザに捧げ、ボノが「パークスのおかげで米国はよい国になったが、平等を目指すこの国の旅は今も続く。これからも旅を続けよう」「アメリカのローザ・パークスから、アフリカのネルソン・マンデラへ」（"From Rosa Parks in America to Nelson Mandela in Africa"）と聴衆に向かって語りかけた。
グウェン・ステファニーも10月29日、U2と同じ会場で行った公演でアルバム『ラヴ、エンジェル、ミュージック、ベイビー』（『Love. Angel. Music. Baby.』）から「ロング・ウェイ・トゥ・ゴー」（「Long Way To Go」）をローザに捧げた。
ジョージ・W・ブッシュ大統領は、バス起立拒否50周年記念日にあたる2005年12月1日、公民権運動記念としてローザの彫像を連邦議会議事堂内の国民彫像ホールに設置する法律に署名し、2013年2月27日、ホールに彫像が設置された。
2016年2月、ローザに関する7,500点の手稿、2,500枚の写真からなるコレクション（大統領からの手紙、著書の草稿の断片、大統領自由勲章など）がオンラインで公開された。
日本の一部の英語教科書にもローザの公民権運動についての記述がある。
2021年10月、ジム・クロウ法違反で逮捕された日を連邦祝日とする法案が議会に提出された。カリフォルニア州とミズーリ州では誕生日を、オハイオ州とオレゴン州では逮捕された日を、それぞれ「ローザ・パークスの日」として祝日指定している。
2024年3月22日、ミシガン州デトロイトのミシガンアベニュー985番地にある連邦ビルを「ローザパークス連邦ビル」と指定する法律が制定された。

## 関連作品
映画
- リチャード・ピアース（Richard Pearse）監督『ロング・ウォーク・ホーム』（1990年、原題：『The Long Walk Home』、主演：ウーピー・ゴールドバーグ、シシー・スペイセク）
- ジュリー・ダッシュ（Julie Dash）監督『ローザ・パークス物語』（2002年、原題：『The Rosa Parks Story 』、製作：ジャフィ/ブラウンスタインフィルム、主演：アンジェラ・バセット、日本放映：2003年4月・NHK BS-hi、2005年8月・NHK総合）

ドラマ
- 『ドクター・フー』第11シリーズ第3話「世界が変わる日」　制作イギリスBBC  ローザ・パークス役：ヴィネット・ロビンソン

音楽
- 柿島伸次「ミセス・ローザ・パークス」　2023年8月19日発売のアルバム『歩き出せば景色は見えてくる』に収録。

漫画
- RICCA（漫画）・蛭海隆志（シナリオ）『ローザ・パークス』（学習まんが 世界の伝記NEXT、集英社、2024年、ISBN 9784082400880）[6]

## 文献

### 日本語訳著書
- 高橋朋子訳『黒人の誇り・人間の誇り ローザ・パークス自伝』（1994年5月、サイマル出版会） ISBN 4377210114
  - 再版：『ローザ・パークス自伝』（1999年9月、潮出版社） ISBN 4267015252
  - 原著：Rosa Parks, James Haskins, 『Rosa Parks: my story』, Dial Books, Feb 1992, ISBN 0803706731 / Puffin Books, Jan 1999, ISBN 0141301201
- 高橋朋子訳『勇気と希望 ローザ・パークスのことば』（1996年3月、サイマル出版会） ISBN 4377210750
  - 原著：Rosa Parks, Gregory J. Reed, Quiet Strength: The Faith, the Hope, and the Heart of a Woman Who Changed a Nation, Zondervan, Jan 1995, ISBN 0310501504 / Zondervan, Feb 2000, ISBN 0310235871
- 高橋朋子訳『ローザ・パークスの青春対話』（1998年3月、潮出版社） ISBN 4267014906
  - 原著：Rosa Parks, Gregory J. Reed, Dear Mrs.Parks: A Dialogue With Today's Youth, Lee & Low Books, Oct 1996, ISBN 1880000458 / Lee & Low Books; Reprint Paperback, Aug 1997, ISBN 188000061X

### 関連書籍
- 大谷康夫著『平等への道 アフリカ系アメリカ人と最高裁』（彩流社、1993年9月） ISBN 4882022729
- 梶原寿著『み足の跡をしたいて キング牧師における信仰のかたち』 （新教出版社、2000年5月） ISBN 4400542610
- 大谷康夫著『アメリカの黒人と公民権法の歴史』（明石書店、2002年6月） ISBN 4750315907
- マーティン・ルーサー・キング著『私には夢がある M・L・キング説教・講演集』（梶原寿監訳、新教出版社） ISBN 4400421228
  - 原著：Martin Luther King Jr., Clayborne Carson, 『A Call to Conscience: The Landmark Speeches of Dr. Martin Luther King Jr.』
- 『私には夢がある キング牧師フォト・ドキュメント』（山下慶親訳、日本キリスト教団出版局） ISBN 4818405787
  - 原著：Charles Johnson, Bob Adelman, 『King: I have a dream』
- タイム・ライフ編集部編『私には夢がある 写真と文章で綴ったマーチン・ルーサー・キング牧師の生涯』（大宅壮一訳、主婦と生活社、1968年）
- Douglas G. Brinkley, 『Rosa Parks』, Penguin Books, 2005, ISBN 0143036009 / Thorndike Press, Dec 2000, ISBN 0786229012
- Kenneth C. Davis, 『Don't Know Much About Rosa Parks (Don't Know Much About)』, HarperCollins, 1st Jan 2005, ISBN 0060288191 / HarperTrophy, Jan 2005, ISBN 0064421260
- Herbert Kohl, 『She Would Not Be Moved: How We Tell the Story of Rosa Parks and the Montgomery Bus Boycott』, New Press, 29 Sep 2005, ISBN 1595580204

### 公式サイト
- Rosa Parks Library and Museum at Troy University
- The Rosa and Raymond Parks Institute for Self Development

### オンラインコレクション
- “Rosa Parks Papers”.   Library of Congress. 2018年3月24日閲覧。

### リソース・サイト
- 公民権運動・史跡めぐり：アラバマ州のバス・ボイコット（"Studio BE" Japanese Home Page）
- アメリカ公民権運動（America's Civil Rights Years）
- Rosa and Raymond Parks Institute For Self Development（英語。RosaParks.org）
- Montgomery Bus Boycott：The story of Rosa Parks and the Civil Rights Movement（英語。MontgomeryBoycott.com）
- Troy University：Rosa Parks Library and Museum（英語）
- Rosa Parks Biography（英語。伝記）
- Selected Rosa Parks Quotes @ About.com
- Rosa Parks quotes @ Thinkexist.com
- Academy of Achievement：Rosa Parks Interview（英語。インタビュー・スピーチ、写真、動画〈movファイル〉）
- Rosa Parks - Mini Bio - YouTube（追加日: 2010年01月26日 投稿者: BiographyChannel）

### ディレクトリ
- Yahoo!：Rosa Parks (1913-2005)（英語）
 Yahooligans: Rosa Parks（英語。子ども向け）

### ニュース
- BBC：US civil rights icon Parks dies（英語。2005年10月25日）
BBC：Obituary: Rosa Parks（英語。2005年10月25日）
BBC：Rosa Parks set to lie in honour（英語。2005年10月28日）
BBC：Civil rights icon Parks honoured（英語。2005年10月31日）
BBC：Rosa Parks' body flown to Detroit 英語。2005年11月1日）
BBC：US holds funeral for rights icon（英語。2005年11月3日）
BBC：Celebrating the life of Rosa Parks（英語。2005年11月3日）